# Encyclopedia of Korean Culture
La Encyclopedia of Korean Culture è un'enciclopedia in lingua coreana pubblicata dall'Accademia di studi coreani e dalla DongBang Media Co. È stata originariamente pubblicata come libro in volumi cartacei dal 1991 al 2001. Dal 2007 esiste una versione online dell'enciclopedia che continua ad essere aggiornata.

## Panoramica
Il 25 settembre 1979, un ordine presidenziale (n. 9628; ｢한국민족문화대백과사전 편찬사업 추진위원회 규정｣?) è stato emesso per iniziare il lavoro di compilazione di un'enciclopedia nazionale. Il lavoro di compilazione dell'enciclopedia iniziò il 18 marzo 1980. L'istituto ha iniziato a pubblicare libri nel 1991. La prima versione dell'enciclopedia fu completata nel 1995, con 28 volumi. Ha continuato ad essere revisionata a partire dal 1996. Nel 2001 è stata pubblicata l'edizione digitale EncyKorea su CD-ROM e DVD. Nel 2007 è stata lanciata una versione online. Un secondo aggiornamento dell'enciclopedia si è concluso nel 2017.
Gli articoli dell'enciclopedia sono rivolti ai lettori che desiderano conoscere la cultura e la storia coreana e sono stati scritti da oltre 3.800 studiosi e collaboratori esperti che sono principalmente associati all'Accademia di studi coreani.
È stata descritta come una delle enciclopedie più frequentemente utilizzate per gli studi coreani, nonché una delle più estese. Si dice che la terminologia utilizzata nell'enciclopedia abbia avuto un impatto visibile sulla terminologia utilizzata nella letteratura accademica.